# رسم عبود
رسم عبود قرية سوريّة تتبع إداريّاً لمحافظة حلب منطقة دير حافر ناحية رسم حرمل الإمام، بلغ تعداد سكانها 1,697 نسمة حسب التعداد السكاني لعام 2004.